# Челичење Павла Плетикосе
Челичење Павла Плетикосе је југословенски филм из 1981. године. Режирао га је Александар Ђорђевић, а сценарио је писао Јован Радуловић.

## Улоге
| Глумац           | Улога           |
| ---------------- | --------------- |
| Данило Лазаревић | Павле Плетикоса |
| Љубица Голубовић |                 |
| Боро Беговић     |                 |
| Дара Чаленић     |                 |
| Милан Срдоч      |                 |
| Рамиз Секић      |                 |